# Liste der reichsten Türken
Die Liste der reichsten Türken nennt das Vermögen von Einzelpersonen und Familien mit türkischer Staatsangehörigkeit nach Angaben des US-amerikanischen Forbes Magazine.
(Stand: 2021)
| Rang (Türkei) | Rang (Welt) | Name                   | Alter | Nettovermögen (USD) | Branche                    | Unternehmen           |
| ------------- | ----------- | ---------------------- | ----- | ------------------- | -------------------------- | --------------------- |
| 1             | 421         | Murat Ülker            | 62    | 6,3 Mrd.            | Nahrungsmittel             | Ülker                 |
| 2             | 655         | Erman Ilıcak           | 53    | 4,4 Mrd.            | Bau                        | Rönesans Holding      |
| 3             | 1008        | Ferit Şahenk           | 57    | 3 Mrd.              | Banken, Medien             | Doğuş Holding         |
| 4             | 1111        | Filiz Şahenk           | 54    | 2,8 Mrd.            | Banken, Medien             | Doğuş Holding         |
| 5             | 1362        | Semahat Sevim Arsel    | 92    | 2,3 Mrd.            | Mischkonzern               | Koç Holding           |
| 5             | 1362        | Sezai Bacaksiz         | 71    | 2,3 Mrd.            | Mischkonzern               |                       |
| 5             | 1362        | Mustafa Rahmi Koç      | 90    | 2,3 Mrd.            | Mischkonzern               | Koç Holding           |
| 5             | 1362        | Nihat Özdemir          | 71    | 2,3 Mrd.            | Mischkonzern               |                       |
| 9             | 1517        | Mustafa Kucuk          | 57    | 2,1 Mrd.            | Mode                       |                       |
| 10            | 1580        | İbrahim Erdemoğlu      | 58    | 2 Mrd.              | Teppiche                   |                       |
| 10            | 1580        | Hamdi Ulukaya          | 48    | 2 Mrd.              | Nahrungsmittel             | Chobani               |
| 12            | 1664        | Bülent Eczacıbaşı      | 71    | 1,9 Mrd.            | Arzneimittel, Mischkonzern | Eczacıbaşı Holding    |
| 12            | 1664        | İpek Kıraç             | 36    | 1,9 Mrd.            | Mischkonzern               |                       |
| 14            | 1750        | Faruk Eczacıbaşı       | 66    | 1,8 Mrd.            | Arzneimittel, Mischkonzern | Eczacıbaşı Holding    |
| 14            | 1750        | Ali Erdemoğlu          | 61    | 1,8 Mrd.            | Teppiche                   |                       |
| 14            | 1750        | Hüsnü Özyeğin          | 76    | 1,8 Mrd.            | Finanzen, Mischkonzern     | Fiba Holding          |
| 17            | 1931        | Deniz Şahenk           | 75    | 1,6 Mrd.            | Banken, Medien             | Doğuş Holding         |
| 18            | 2035        | Hamdi Akın mit Familie | 66    | 1,5 Mrd.            | Mischkonzern               |                       |
| 18            | 2035        | Ahmet Çalık            | 63    | 1,5 Mrd.            | Energie, Medien, Banken    | Çalık Holding         |
| 20            | 2141        | Şefik Yılmaz Dizdar    | 83    | 1,4 Mrd.            | Mode, Einzelhandel         |                       |
| 21            | 2263        | Mehmet Ali Aydınlar    | 64    | 1,3 Mrd.            | Krankenhäuser              | Acıbadem Holding      |
| 21            | 2263        | Turgay Ciner           | 65    | 1,3 Mrd.            | Mischkonzern               | Ciner Grubu           |
| 23            | 2378        | Aydın Doğan            | 84    | 1,2 Mrd.            | Medien                     | Doğan Yayın Holding   |
| 23            | 2378        | Mehmet Nazif Günal     | 73    | 1,2 Mrd.            | Luftfracht, Bau, Tourismus | MNG Holding           |
| 25            | 2524        | Mehmet Sinan Tara      | 62    | 1,1 Mrd.            | Bau                        | Enka Insaat ve Sanayi |
| 25            | 2524        | Ahmet Nazif Zorlu      | 76    | 1,1 Mrd.            | Mischkonzern               | Zorlu Holding         |
| 27            | 2674        | Murat Vargı            | 73    | 1 Mrd.              | Telekommunikation          | MV Holding            |